# Landsat 2
Landsat 2 – původní označení ERTS-B (Earth Resource Technology Satellite B) je umělá družice Země vypuštěná roku 1975 jako druhá z programu Landsat agentury NASA. Byla určena k podrobnému snímkování naší planety.

## Základní data
Družice byla vypuštěna 22. ledna 1975 s pomocí nosné rakety Delta 2910 z kosmodromu Vandenberg Air Force Base. Byla katalogizována v COSPAR pod číslem 1975-004A.
Létá po téměř kruhové dráze ve výši 900 – 918 km nad Zemí. Hmotnost je 953 kg. Její aktivní činnost byla ukončena v roce 1981, v tu dobu kolem Země létaly další družice tohoto typu. Zatím je stále na oběžné dráze a odhaduje se, že zde setrvá 100 roků (jako „kosmické smetí“) a pak shoří v atmosféře.

## Vybavení
Družice Landsat 1 je vybavena několika druhy kamer a zařízení pro přenos dat na příslušné monitorovací stanice na Zemi. Má své hydrazinové motorky pro úpravu oběžné dráhy.